# Шоссейная
Шоссе́йная — железнодорожная станция в Московском районе Санкт-Петербурга у пересечения Октябрьской железной дороги с Пулковским шоссе.
Изначально станция Шоссейная была устроена по пути на Гатчину-Варшавскую между современными станциями Предпортовая и Александровская, в месте пересечения Варшавской ветки и южного железнодорожного полукольца Петрограда-Ленинграда, построенного в 1914—1929 годы. Упоминание о станции имеется в специальной литературе 1913 года. После ликвидации Варшавской ветки на Варшавской улице в 1967 году, станция была электрифицирована в составе участка Ленинград-Варшавский - Гатчина-Варшавская и перенесена южнее, и в настоящее время находится с южной стороны КАД. В месте пересечения перегоном Предпортовая — Шоссейная Пулковского шоссе была открыта платформа Аэропорт.
В конце 1980-х годов название Шоссейная было повторно присвоено служебной платформе, расположенной в нескольких километрах к юго-востоку от прежней Шоссейной, по этой же ветке.
В 1989 году был электрифицирован съезд со ст. Среднерогатская и боковые пути станции.

## История
Станция Шоссейная появляется на картах Ленинграда в 1930-е годы, когда в соответствии с планами Первой пятилетки в Ленинграде взамен устаревшего Корпусного аэродрома разворачивается строительство современного аэропорта, окружающей его транспортно-складской зоны и прилегающего к ним авиагородка. После ввода Ленинградского аэропорта в эксплуатацию железнодорожная станция Шоссейная поначалу становится единственным, помимо такси, видом транспорта для самостоятельного проезда граждан к аэропорту. Справочник «Весь Ленинград» за 1935 год информировал:

ВОЗДУШНОЕ СООБЩЕНИЕ ЛЕНИНГРАД — МОСКВА
Окт. ж.д., Варш. лин., ст. Шоссейная, тт. 228-13, 499-04.

Отправления из аэропорта. Перевозка почты и грузов.
…
ВОЗДУШНОЕ СООБЩЕНИЕ ЛЕНИНГРАД — ЛОДЕЙНОЕ ПОЛЕ — ВЫТЕГРА
Окт. ж.д., Варш. лин., ст. Шоссейная, тт. 228-13, 499-04.

Отправление самолётов из аэропорта ежедн. в 11 ч. утра.
— «Весь Ленинград», 1935. — С. 466
Не ранее 1939 года до Шоссейной была продолжена линия трамвая от Средней Рогатки. Проложить её дальше, до здания аэропорта, не позволяло одноуровневое пересечение Варшавской ветки с Пулковским шоссе.
В середине 1960-х годов была проведена комплексная оптимизация расположения и способов пересечения всех транспортных линий на этом участке ленинградского транспортного узла. Одним из наиболее критичных моментов здесь было отсутствие путепровода Варшавской линии над Пулковским шоссе. Сооружение необходимой для этого 6-метровой насыпи по трассе, проложенной ещё в 1870-е годы, осложнило бы профиль затяжным подъёмом на повороте. В связи с этим было решено вообще убрать железнодорожные пути с Варшавской улицы, перенаправив линию после станции Корпусный пост к близлежащей станции Броневая Балтийского направления. Здесь обе железнодорожные ветки с соседних вокзалов шли в одном уровне, и в силу особенностей рельефа вновь возводимая насыпь для переносимой с Варшавского вокзала двухпутки не содержала уклонов и подъёмов, подходя к путепроводам на пересечении с нынешним Ленинским проспектом на достаточной высоте.
На дальнейшем пути к Шоссейной новая линия вливалась в узел станции Предпортовая Южного железнодорожного полукольца Петербурга, которая таким образом стала полноценной пассажирской станцией. На самой Шоссейной пассажирская платформа, сооружённая к 1967 году, была поднята на уровень железнодорожного полотна, откуда по ступеням пассажиры спускались к автобусам в аэропорт, авиагородок или же в город по Пулковскому шоссе. После этого платформа Шоссейная была переименована в «Аэропорт», а сама станция Шоссейная на некоторое время исчезла, переуступив свои функции Предпортовой с севера и отчасти Среднерогатскому разъезду с юго-востока.

## Шоссейная за бывшим Среднерогатским разъездом

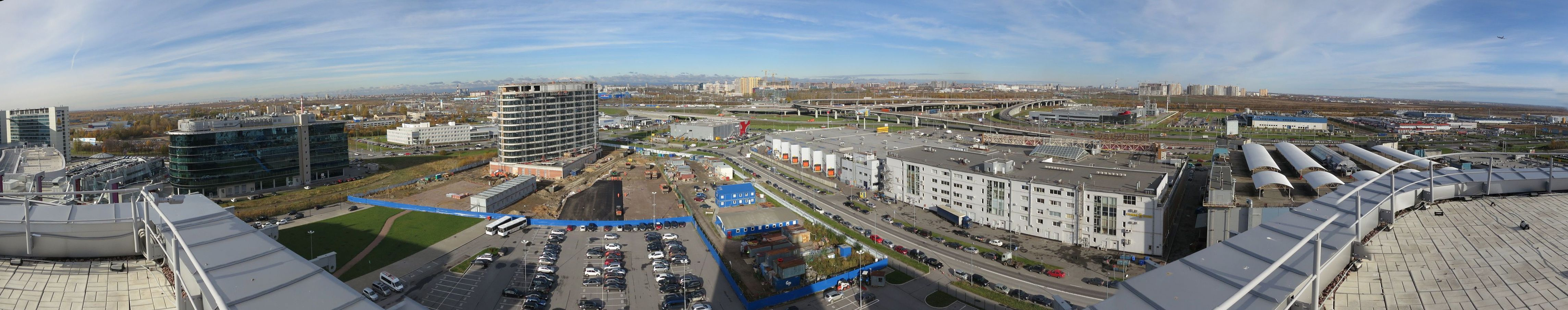
Панорама окрестностей Стартовой улицы: территория современной станции Шоссейная в правой половине снимка на заднем плане

Нынешняя станция Шоссейная расположена в нескольких километрах к юго-востоку от прежней Шоссейной, по этой же ветке, около Кольцевой автомобильной дороги. В основном станция работает как узловая, обеспечивая примыкание Лужского хода к Южному полукольцу. Для сотрудников станции на ней осуществляется остановка части проходящих электропоездов, посадка и высадка производятся из служебного тамбура головного вагона, для чего имеются две короткие высокие платформы.
Станцию транзитом проходят пассажирские электропоезда, следующие по Лужскому направлению петербургских пригородных перевозок между Петербургом и станциями в направлении Гатчины-Варшавской. Следующие остановки по пути на юг — станция Александровская, по пути на север — платформа Аэропорт, за ней станция Предпортовая. Также от станции на северо-восток отходит однопутное соединение к грузовой станции Среднерогатская.
В конце 2010-х гг. территория вокруг современной станции Шоссейная используется для длительного сооружения автомобильной развязки — начала платной трассы M11. В связи с ведущейся застройкой территории, прилегающей к «Экспофоруму», следующей остановкой по пути на юг в 2019 году должна стать новая платформа — «Пулковские Высоты». Однако, по состоянию на 2025 год, платформа так и не была построена.